# Fédération du Mato Grosso de football
 (mai 2023).
Si vous disposez d'ouvrages ou d'articles de référence ou si vous connaissez des sites web de qualité traitant du thème abordé ici, merci de compléter l'article en donnant les références utiles à sa vérifiabilité et en les liant à la section « Notes et références ».
La Fédération du Mato Grosso de football (en portugais Federação Matogrossense de Futebol) est une association brésilienne regroupant les clubs de football du Mato Grosso et organisant les compétitions au niveau régional, comme le championnat du Mato Grosso de football. Fondée en 1942, elle représente également les clubs du Mato Grosso au sein de la Fédération du Brésil de football.